# Démolition d'un mur
Démolition d'un mur je francouzský němý film z roku 1896. Režisérem je Louis Lumière (1864–1948). Natáčení probíhalo buď v roce 1895 nebo 1896.

## Děj
Film zachycuje Auguste Lumièra, jak řídí čtyři dělníky při demolici staré zdi své továrny. Když stará zeď spadne, rozvíří se kouř bílého prachu. Dělníci pak zbytek zdi rozbijí pomocí krumpáčů.